# HD187192
HD187192 — хімічно пекулярна зоря спектрального класу
A0 й має видиму зоряну величину в смузі V приблизно  8,2.

## Пекулярний хімічний склад
Зоряна атмосфера HD187192 має підвищений вміст 
Si
.